# 北宋荆湖南路帅臣列表
北宋荆湖南路帅臣，指荆湖南路安抚司的长官，或称安抚使，或称经略安抚使。

## 历任经略安抚使

### 宋太祖朝
- 吕余庆（963年—964年）
- 王祐（970年—973年）
- 朱侗（974年—976年）

### 宋太宗朝
- 朱侗（976年—977年）
- 石载熙（977年—979年）
- 赵承宗（980年）
- 何承矩（982年—987年）
- 刘审琼（987年）
- 王承衍（987年—989年）
- 魏羽（990年—993年）
- 董俨（994年—995年）
- 牛冕（995年）
- 魏廷式（995年）

### 宋真宗朝
- 陈省华（998年）
- 李允则（999年—1001年）
- 马亮（1002年—1003年）
- 陈靖（1004年）
- 杨覃（1005年—1009年）
- 刘师道（1009年—1014年）
- 李应机（1014年—1017年）
- 李溥（1018年）
- 乐黄目（1019年—1021年）

### 宋仁宗朝
- 李若谷（1027年—1029年）
- 章频（1030年—1031年）
- 王硕
- 李昭述
- 刘赛（1034年—1036年）
- 夏侯彧（1036年—1040年）
- 贾昌龄
- 刘沆（1041年）
- 魏瓘（1041年—1042年）
- 刘沆（1043年—1044年）
- 刘夔（1045年）
- 周沆（1048年—1051年）
- 余靖（1052年）
- 任颛（1052年）
- 刘元瑜（1054年）
- 燕度（1056年）
- 刘元瑜（1057年）
- 余靖（1057年—1058年）
- 王罕（1058年—1060年）
- 杨可
- 吴中复（1062年—1063年）

### 宋英宗朝
- 吴中复（1063年—1064年）
- 王罕
- 燕度（1064年—1067年）

### 宋神宗朝
- 唐诏（1071年—1072年）
- 潘夙（1072年）
- 康卫（1074年）
- 沈起（1074年）
- 苏寀（1074年—1075年）
- 韩铎
- 曾布（1075年—1077年）
- 郭逵（1077年）
- 谢景温（1077年—1082年）
- 何正臣（1082年—1084年）
- 陈睦（1085年）

### 宋哲宗朝
- 陈睦（1085年—1086年）
- 谢麟（1088年—1089年）
- 路昌衡（1089年）
- 蒋之奇（1090年）
- 谢麟（1090年）
- 李湜（1091年—1093年）
- 路昌衡（1093年—1094年）
- 张舜民（1097年—1098年）
- 温益（1098年—1100年）

### 宋徽宗朝
- 温益（1100年）
- 安惇（1100年）
- 张茂宗
- 李闳（1102年—1104年）
- 王汉之（1105年）
- 曾孝广（1105年—1106年）
- 王涣之（1107年—1108年）
- 席震（1108年—1109年）
- 王襄（1109年）
- 曾孝序（1110年—1111年）
- 张为（1113年—1114年）
- 曾孝序（1116年—1118年）
- 王涣之（1118年）
- 赵㠓（1119年）
- 陈显仁（1121年）
- 李杰

### 宋钦宗朝
- 陈邦光（1126年）
- 郭三益（1126年—1127年）